# Deanna Troi
Deanna Troi é uma personagem fictícia da telessérie Star Trek: The Next Generation.
Mestiça de humano (por parte de pai) e betazóide (por parte de mãe, Lwaxanna Troi), ela põe seus poderes sensoriais a serviço da Frota Estelar e da USS Enterprise, cujo capitão, Jean-Luc Picard, a tem como conselheira. No decorrer dos episódios descobre-se que Deanna e Riker foram amantes e que ainda nutrem um profundo carinho um pelo outro, o que percebe-se em diversos episódios, porém o casamento de ambos somente acontece no décimo longa metragem da franquia (Star Trek Nemesis). O personagem de Deanna é complexo, pois mesmo possuindo vários problemas pessoais e uma mãe nada convencional, tem que auxiliar os outros, pois cumpre o papel de um tipo de psicóloga ou conselheira, não somente do capitão Picard mas também de toda a tripulação. É interessante notar que até a sexta temporada, Deanna é a única oficial que não utiliza um uniforme padrão da frota, fato este que foi alterado quando o capitão substituto, Edward Jellico, assume o comando a bordo da Enterprise, devido ao fato de que o Capitão Picard fora raptado pelos cardassianos. 
Na sétima temporada, Deanna descobre que não é filha única e que teve uma irmã morta quando pequena. Seus poderes telepáticos a salvaram muitas vezes; mas por outras, também acabaram por lhe causar alguns problemas.
A personagem Deanna Troi foi interpretada pela atriz Marina Sirtis.